# 30 minutos después del mediodía
30 minutos después del medio día es el séptimo episodio de la primera temporada de los Thunderbirds, serie de televisión de Gerry Anderson para Supermarionation fue el décimo octavo episodio producido. El episodio salió al aire primero en ATV Midlands el 11 de noviembre de 1965. Fue escrito por Alan Fennell y dirigido por David Elliott.

## Sinopsis
Cuando un misterioso incendio comienza, los hermanos Tracy son enviados a rescatar al hombre que fue forzado a provocar el incendio. Enviando a un agente secreto para infiltrarse en la banda internacional responsable, el Servicio Secreto británico descubre el complot: para destruir un almacén nuclear y, a su vez, la mitad de Inglaterra.

## Argumento
Thomas Prescott, un empleado del Edificio Hudson, serenamente está manejando a través de las afueras de Spoke City, EE. UU., una noche se desmayó cuando fue detenido por un hombre extraño. Afirmando que la batería de su automóvil esta baja y él necesita ver a un doctor urgentemente ya que su esposa esta enferma, el hombre es llevado por Prescott. Cuando él detiene el automóvil en la Avenida Princetown, sin embargo, el viajero le coloca una pulsera de metal alrededor de su muñeca. Prescott es detenido a punta de pistola, el extraño le informa que tiene una poderosa carga explosiva que va a detonar en 30 minutos, y que la llave para abrir la pulsera está en un cajón en la oficina de Prescott. Después de pedir que deje la pulsera en el cajón, el extraño baja del automóvil y Prescott lo sigue apurado dentro del Edificio Hudson.
Para sobrevivir, Prescott se da cuenta de los automóviles policíacos siguen a su vehículo y en su desesperación a través de una barrera policíaca. Llegando al edificio, él usa su propia llave para activar el elevador y alcanzar su piso. Los varios expedientes de los armarios fueron saqueados de su oficina, él finalmente descubre la llave de la pulsera, se desabrocha la pulsera, y la coloca en el armario y regresa al elevador deprisa, en el momento en que hace tictac lejos. Entretanto, la policía espera con impaciencia a que llegue el conserje con una llave al edificio para que ellos puedan aprehender a Prescott.
Cuando el elevador empieza a descender, la carga detona y la explosión atraviesa los niveles superiores del edificio. Los cables del elevador se rompen y Prescott cae diez pisos. El edificio se incendia rápidamente y el Policía Flanagan informa a su superior, Garfield que las puertas selladas antifuego no pueden abrirse y Prescott está atrapado.
John Tracy y Brains informan del desastre desde la estación espacial, Thunderbird 5 a la Isla Tracy. Viendo el fuego como una oportunidad de probar el nuevo equipo de la lucha contra incendios, Jeff manda a Scott en Thunderbird 1 y Virgil y Alan en Thunderbird 2. En el transcurso, Scott averigua que los extintores de incendios automáticos del Edificio Hudson se encontraban vacíos y sospecha que el incendio fue premeditado.
A la escena, el departamento de bomberos controla el incendio mientras llegan Virgil y Alan bajan en una jaula de protección al cubo del elevador. Los rociadores de dicetylene son activados para suprimir las llamas, la jaula llega al fondo y Virgil hace contacto con Prescott vía un transmisor de radio. Sujetándose del elevador, Virgil y Alan empiezan a ascender. Aunque ellos agotan el dicetylene, ellos pueden levantar a Prescott a la planta baja ileso. Él es rápidamente puesto en custodia policíaca.
La mañana siguiente, hay mucho debate entre las autoridades de Spoke City en la honestidad de la dudosa historia de Prescott. Entonces se descubren los restos carbonizados de la pulsera y el Comisionado de Policía Garfield, corrobora la teoría del presunto sabotaje de los extintores de incendios automáticos, se convence de que el fuego fue provocado para destruir los archivos de Erdman Gang y otras organizaciones delictivas.
Mientras las autoridades informan que Prescott se murió en el incendio para tentar a los perpetradores a descubrirse, Señor William Frazer del Servicio Secreto británico despacha a un agente secreto, Southern, para infiltrarse en la Banda de Erdman. Proponiéndose como un delincuente empleado por la banda, Southern está provisto con una pulsera y fue enviado al Castillo de la Cañada de Carrick en Escocia para juntarse con los miembros de banda de Dempsey y Kenyon.
Después de 36 horas, el Líder de la Banda transmite por radio sus tres detalles de su plan. A las 9am, ellos robaran el Almacén Nuclear de Plutonio dónde se guardan isótopos para las estaciones de poder de Bretaña. Las alarmas se habrán saboteado y ellos tendrán un arma de rayos para dominar a los guardias robot dentro del complejo. Accediendo a la bóveda de plutonio, ellos pondrán explosivos para detonar a las 12.30p. m., creando la explosión nuclear más grande en la historia y destruyendo la mitad de Inglaterra. De antemano, ellos manejarán juntarse con el Líder y huir del país por un helijet. Los detonadores de las cargas están fijas y están en las pulseras atadas a sus muñecas. Usando la misma llave que abre la bóveda, Southern, Dempsey y Kenyon deben abrir sus pulseras o ellos serán hombres muertos.
Llegando al sitio, los tres hombres se mueven de puerta en puerta, neutralizando a los robots por el camino. Cuando en la tercera y última puerta, ellos sacan el arma de rayos pero el último robot no se ve en ninguna parte. Ellos entran en la bóveda de plutonio. Southern encuentra la llave pero entonces les saca un arma a Dempsey y Kenyon, revelándose como un agente doble. Sin embargo, mientras pide que los dos hombres capturen al Líder, Dempsey le avisa a Kenyon que el robot perdido está llegando detrás de Southern. Ellos se lo ocultan hasta que el robot atrapa a Southernen con un agarre imposible de salir. Southern está desvalido como Dempsey y Kenyon se quitan todas sus pulseras y aparte, bloquean las puertas de entrada y saliendo Southern queda atrapado a punto de una explosión nuclear. Southern llama a sus superiores desde una radio escondida en su pluma y les dice que evacúen el área circundante. El Señor William Frazer, sabiendo que el tiempo es demasiado corto, llama al Rescate Internacional. Jeff manda a Scott en Thunderbird 1 y Virgil en Thunderbird 2 para rescatar a Southern y desactivar las pulseras, y contacta a Lady Penélope para interceptar a Erdman en FAB1.
Habiendo aterrizado al lado del Almacén de Plutonio, Scott y Virgil despliegan el Vehículo Cortador Láser de la Vaina del Thunderbird 2 y empieza a moverse a través del complejo, mientras cortan a través de cada una de las puertas selladas y destruyéndolos con los motores de reacción de aire. A las 12.23, los hermanos logran acceder a la bóveda. Mientras Virgil consigue trabajar en el aprehensor robot de Southern, Scott reúne las pulseras y aborda el Thunderbird 1. Él echa las cargas al mar y ellas explotan indemnemente en el agua. Entretanto, Penélope y Parker chocan el FAB1 a través de un cerco en un campo dónde ellos ven el Líder, Dempsey y Kenyon que se van en su helijet. Con un estallido corto de la ametralladora del FAB1, el vehículo desciende, chocando con la tierra y explotando.
Scott se reúne con Virgil afuera del Almacén de Plutonio y descubre que la asistencia médica que necesita Southern ha llegado. Penélope se marcha en el FAB1 y ofrece verlos. Esa noche, mientras cenan en la Mansión del Creighton-Ward, Southern anuncia que él ya no puede ser un agente secreto porque su identidad ha sido revelada. Él le dice a Penélope que un agente secreto no sería su trabajo ideal, ignorando el hecho de que ella es la Agente en Londres de Rescate Internacional.

## Reparto

### Reparto de voz regular
- Jeff Tracy — Peter Dyneley
- Scott Tracy — Shane Rimmer
- Virgil Tracy — David Holliday
- Alan Tracy — Matt Zimmerman
- Gordon Tracy — David Graham
- John Tracy — Ray Barrett
- Brains — David Graham
- Tin-Tin Kyrano — Christine Finn
- Lady Penélope Creighton-Ward — Sylvia Anderson
- Aloysius "Nosey" Parker — David Graham

### Reparto de voz invitado
- Thomas Prescott — Matt Zimmerman
- Stranger — Ray Barrett
- Oficial de Policía Flanagan — Ray Barrett
- Oficial de Policía Jones — Peter Dyneley
- Oficial de Policía (Barrera Policiaca) — Matt Zimmerman
- Sam Saltzman — David Graham
- Gladys Saltzman — Sylvia Anderson
- Comisionado de Policía Garfield — David Graham
- Frank Forrester — Matt Zimmerman
- Sir William Frazer (dos-uno) — David Graham
- BSS asistente — David Graham
- Southern (Agente tigre-cuatro) — Ray Barrett
- Erdman Gang Member — Peter Dyneley
- Dempsey — Peter Dyneley
- Kenyon — David Graham
- Erdman Gang Leader — David Graham

## Equipo principal
Los vehículos y equipos vistos en el episodio son:
- Thunderbird 1
- Thunderbird 2 (llevando Vaina 5)
- Thunderbird 5
- FAB1
- Dicetylene Cage
- Vehículo Cortador Láser (Thunderizar)
- Helijet

## Errores
- En la noche del incendio de Hudson, la fecha vista en la oficina de Garfield es 12/7/65 (12 julio). El próximo día, es el 13/7/65 (13 julio). Sin embargo, debido a la creencia americana, la segunda fecha no tiene sentido (la costumbre americana coloca el número del mes antes del día). Así, las fechas deben ser 7/12/65 (12 julio) y 7/13/65 (13 julio), o la segunda fecha debe ser 12/8/65 (8 diciembre).
- Aunque en la película Thunderbirds Are GO se declara que hay una diferencia de tiempo de cinco horas entre la Isla Tracy e Inglaterra, cuando Jeff llama a Lady Penélope son las 10 de la mañana en Inglaterra y anochece en la Isla Tracy (Alan, Gordon y Tin-Tin también han estado pescando cerca de la costa durante un poco de tiempo).